# 希爾城 (愛達荷州)
希爾城（英語：Hill City）是位於美國愛達荷州卡默斯縣的一個非建制地區。該地的面積和人口皆未知。

## 地理
希爾城的座標為43°18′02″N 115°03′04″W / 43.30056°N 115.05111°W，而該地的平均海拔高度為1551米（即5090英尺）。